# Comoren op de Olympische Zomerspelen 2016
De Comoren namen deel aan de Olympische Zomerspelen 2016 in Rio de Janeiro, Brazilië. Het Comorees olympisch comité zond vier atleten naar de Spelen, een evenaring van de grootste Comorese ploeg uit 1996. Ook op deze Spelen bleef de eerste olympische medaille voor de Comoren uit. Geen van de deelnemers, actief in zowel atletiek als zwemmen, kwam verder dan de eerste ronde van hun discipline; hordeloper Maoulida Daroueche eindigde als 46e en voorlaatste op het onderdeel 400 meter horden.

## Deelnemers en resultaten
(m) = mannen, (v) = vrouwen 

### Atletiek
| Olympiër           | Discipline      | Resultaat | Prestatie                 |
| ------------------ | --------------- | --------- | ------------------------- |
| Maoulida Daroueche | 400m horden (m) | 45e       | serie 2: 8ste in 52,32    |
|                    |                 |           |                           |
| Denika Kassim      | 100m (v)        | 69e       | voorronde 3: 5de in 12,53 |

### Zwemmen
| Olympiër           | Discipline         | Resultaat | Prestatie             |
| ------------------ | ------------------ | --------- | --------------------- |
| Soule Athoumane VS | 50m vrije slag (m) | 76e       | serie 3: 5de in 27,31 |
|                    |                    |           |                       |
| Mohamed Nazlati VO | 50m vrije slag (v) | 86e       | serie 2: 7de in 37,66 |